# Hafen von Dover

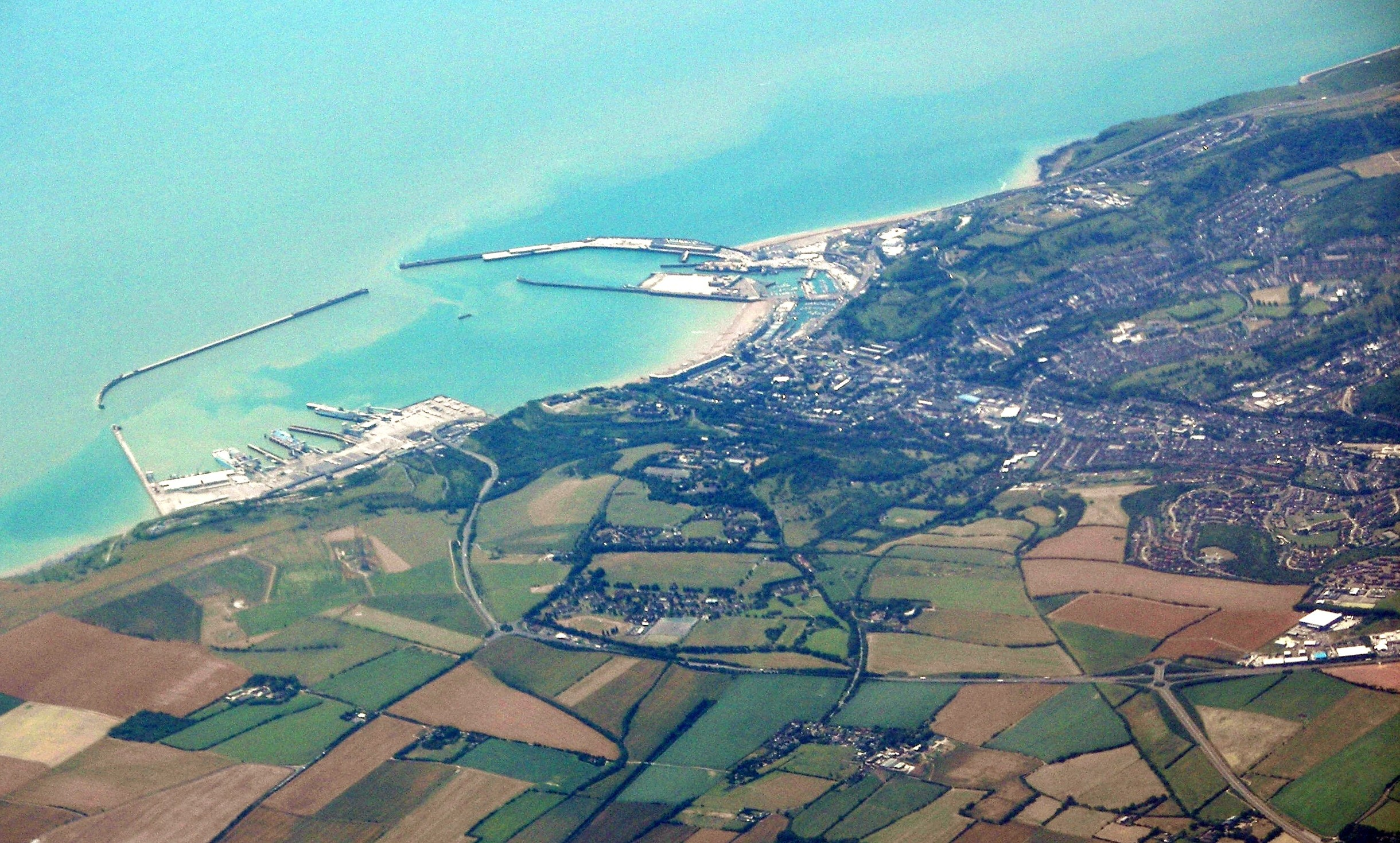
Dover mit Eastern Docks (links) und Western Docks

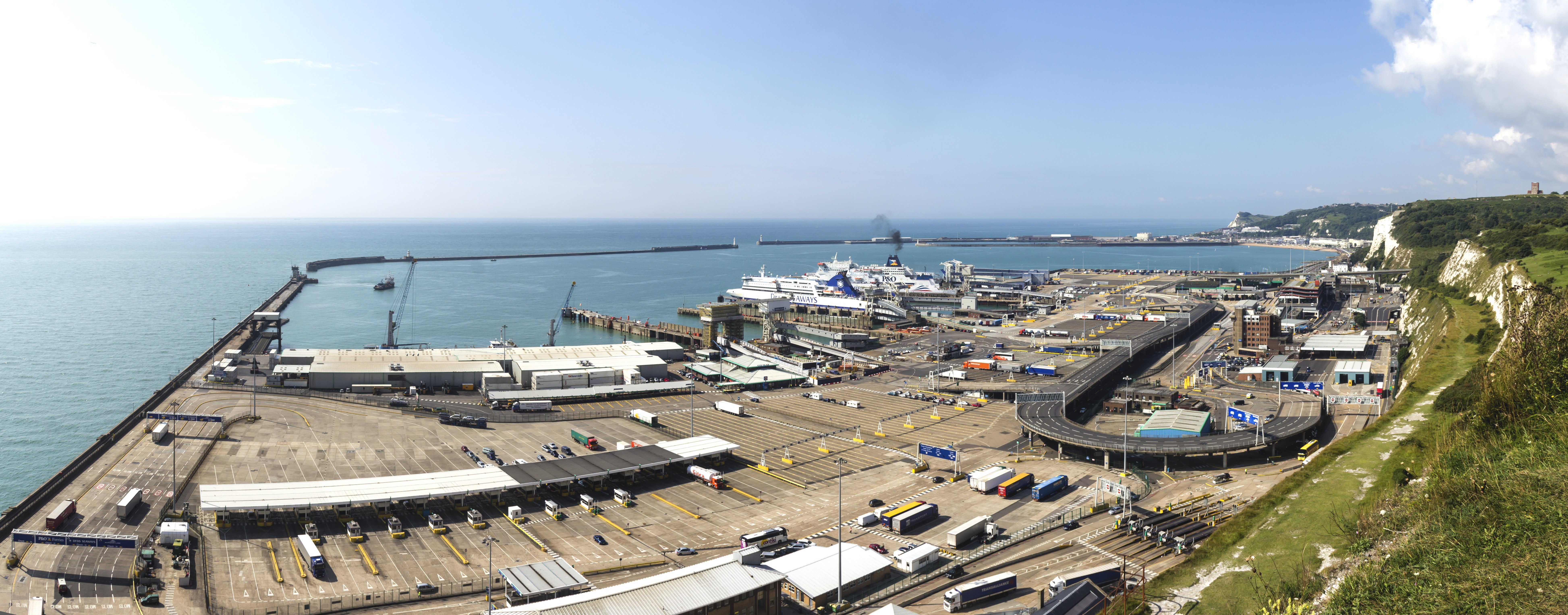
Blick von den Kreidefelsen von Dover auf die Eastern Docks

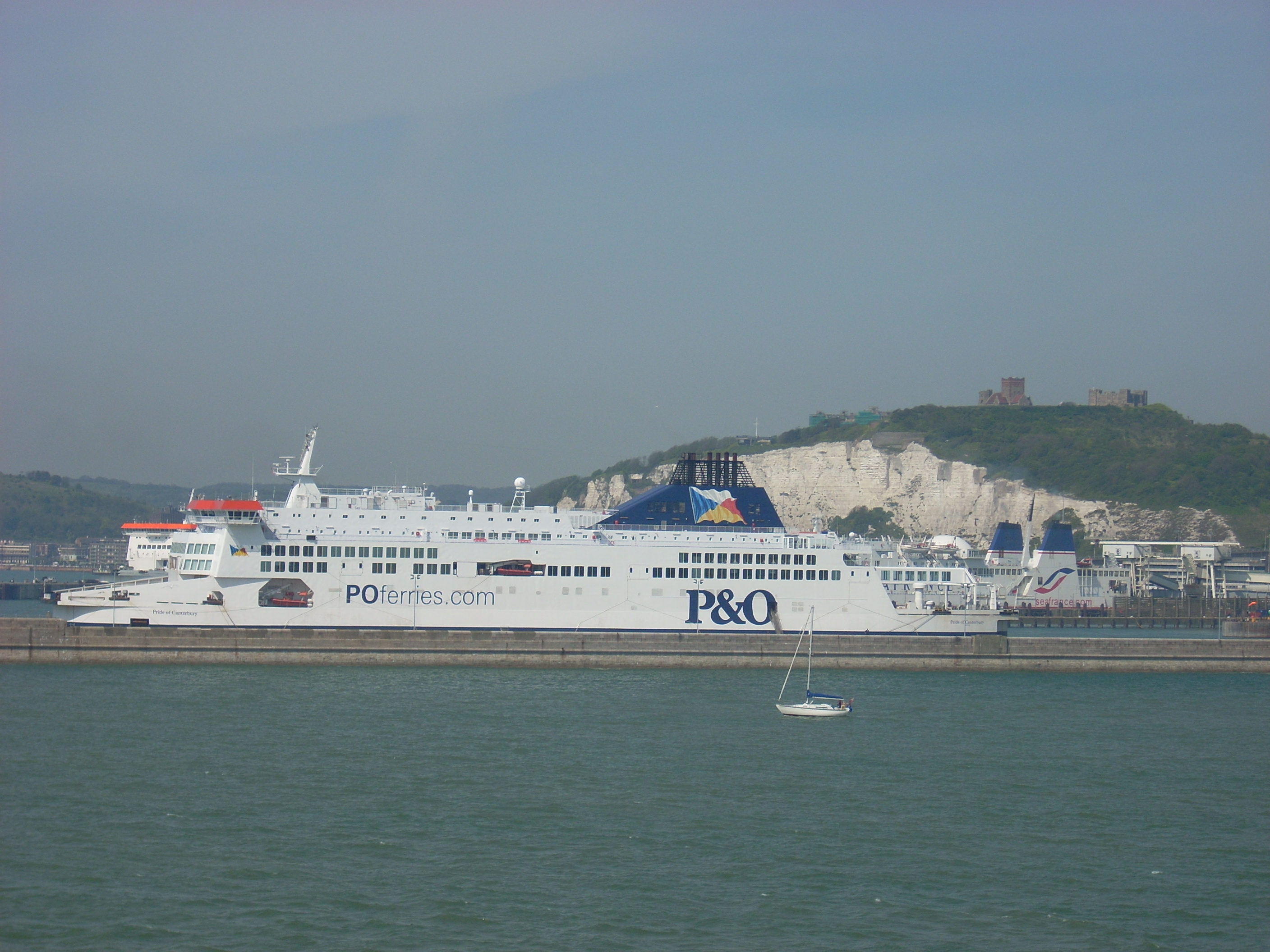
Fährhafen mit Dover Castle

Der Hafen von Dover ist ein britischer Seehafen und liegt an der Straße von Dover in der englischen Stadt Dover. Er ist einer der größten Passagierhäfen Europas. Hier werden jährlich 14 Millionen (2013: 12,7 Mio.) Reisende abgefertigt (zum Vergleich in Piräus, dem größten, 20 Millionen). Über den Fährhafen fuhren 2019 (dem letzten Jahr vor der COVID-19-Pandemie) 2,4 Mio. Lastwagen, 2 Mio. Personenkraftwagen und Motorräder und 74.000 Busse.
2019 wurden Waren im Wert von 12,2 Milliarden Pfund umgeschlagen.

## Infrastruktur
Der Hafen von Dover ist in die Eastern Docks und die Western Docks unterteilt, die etwa einen Kilometer voneinander entfernt liegen. Die Eastern Docks im Osten des Hafens beinhalten den Hauptfährterminal. Dort stehen neun Fährbrücken mit entsprechenden Abfertigungsgebäuden für das Be- und Entladen der Fähren. Der angrenzende Frachtterminal kann von Schiffen von bis zu 180 Metern Länge und bis zu 8,50 m Tiefgang genutzt werden.
An zwei 2019 eröffneten Stegen können Schiffe bis zu 300 m (Länge über alles) be- und entladen werden. Dazu stehen mehrere mobile Ladekrane (je max. 125 Tonnen) zur Verfügung.
Die Western Docks im Westen des Hafens beherbergen den Kreuzfahrtterminal von Dover; er befindet sich auf dem Admiralty Pier. Er besteht aus der umgebauten Halle des ehemaligen Bahnhofs Dover Marine, der 1994 geschlossen wurde, und einem Neubau. Es können zwei Kreuzfahrtschiffe gleichzeitig abgefertigt werden.
Östlich des Kreuzfahrtterminals befindet sich der Hoverport, der von 1968 bis zu seiner Außerdienststellung im Jahr 2000 zur Abfertigung der SR.N4 Luftkissenfähren genutzt wurde. Bis zur Insolvenz 2005 nutzte Hoverspeed das Terminal noch für die Abfertigung von Katamaran-Schnellfähren, von Februar 2007 bis November 2008 wurde das Areal teilweise vom Katamaranfährenbetreiber Speedferries (ebenfalls in Insolvenz) genutzt. Zwischen Kreuzfahrtterminal und Hoverport befindet sich die Einfahrt in den Yachthafen von Dover.
Der Hafen ist von Folkestone über die Fernstraße A20, eine Verlängerung der Autobahn M20 von London, sowie von Canterbury über die A2, eine Verlängerung der Autobahn M2, zu erreichen. Vom Hafen aus besteht eine Busverbindung zum Bahnhof Dover Priory, von wo aus Züge zu den Bahnhöfen Charing Cross und Victoria in London sowie nach Ramsgate verkehren.

## Fährverbindungen
Lange Zeit waren die Verbindungen von Dover zum Hafen von Calais und Hafen von Ostende die wichtigsten Fährverbindungen nach Kontinentaleuropa.
Die Eröffnung des Eurotunnels 1994 und die Zunahme von Billigflügen seit den 1990er Jahren sowie das Ende der Hovercraft-Luftkissenverbindung nach Calais im Jahr 2000 wirkten sich negativ auf das Passagieraufkommen aus, woraufhin die Anzahl der Fährverbindungen mehrfach reduziert wurde.
Die Reederei P&O bietet täglich Verbindungen nach Calais und DFDS Seaways / Norfolkline bis zu zwölf zum Hafen Dünkirchen.
Diese Reedereien operieren von den Eastern Docks.

## Sonstiges
Am 30. März 1985 lief das Luftkissenfahrzeug Princess Margaret (vom Typ Saunders Roe Nautical 4) aus Calais kommend bei „ziemlich schlechtem“ Wetter und Windgeschwindigkeiten von bis zu 30 Knoten in den Hafen von Dover ein. Der Bootskörper wurde gegen eine Kaimauer gedrückt und wurde auf einer Länge von mehr als zehn Metern aufgerissen. Trotzdem gelang es dem Kapitän, noch den Hoverport zu erreichen. Von den 370 Passagieren starben zwei und über 50 wurden verletzt.
Während der Eurotunnel gebaut wurde, erschien die Zukunft des Hafens ungewiss. Zwecks Diversifizierung baute man einen Yachthafen und ein Kreuzfahrtterminal.
Seit dem Brexit kommt es im Hafen von Dover zeitweilig zu langen Wartezeiten durch die Grenz- und Zollkontrollen. Zu Beginn der Osterferien 2023 mussten Busreisende weit mehr als 10 Stunden warten und teils im Bus übernachten.